# Trairi
Trairi é um município do estado brasileiro do Ceará, localizado a 137 km de Fortaleza.

## Etimologia
Trairi é uma palavra de origem Tupi que significa Rio das Traíras.

## História
Segundo a historiadora Maria Pia de Sales, Trairi nasceu como aldeia em 1608, com a chegada dos Potiguaras às margens do rio Trairi. Entre o século XVI e a metade do século XVII, ainda se encontrava nesta mesma situação. No final do século XVII, começaram a chegar portugueses que se estabeleceram, constituindo famílias.
A ocupação se intensifica no município em meados do século XVIII, quando os colonos Nicolau Tolentino, Marinheiro Cunha, Manuel Barbosa, Xavier de Sousa, João Verônica e Antônio Barros de Sousa estabeleceram fazendas na região. O povoado é elevado a categoria de Vila e posteriormente a Município. A sua evolução política é marcada por uma trajetória repleta de instabilidades, sendo alvo de constantes alterações, onde, após ter chegado à condição de município, em novembro de 1863, tem essa condição suprimida e restaurada em várias ocasiões, vindo a ser restaurado definitivamente somente em 22 de novembro de 1951 e instalado em 25 de março de 1955 com o desmembramento do município de São Gonçalo do Amarante.
De acordo com a Plataforma de Sesmarias do Império Luso-Brasileiro, foi concedida data de sesmaria ao longo do Rio Trairi, em 1706 para Estevão Vicente Guerra. Diz-se que este Estevão era genro de Leandro Teixeira Escócia Drummond e que viria a ser ancestral de grande parcela dos cearenses, especialmente as famílias Álvares, Bezerra, Moura, Barros e outros.

## Geografia

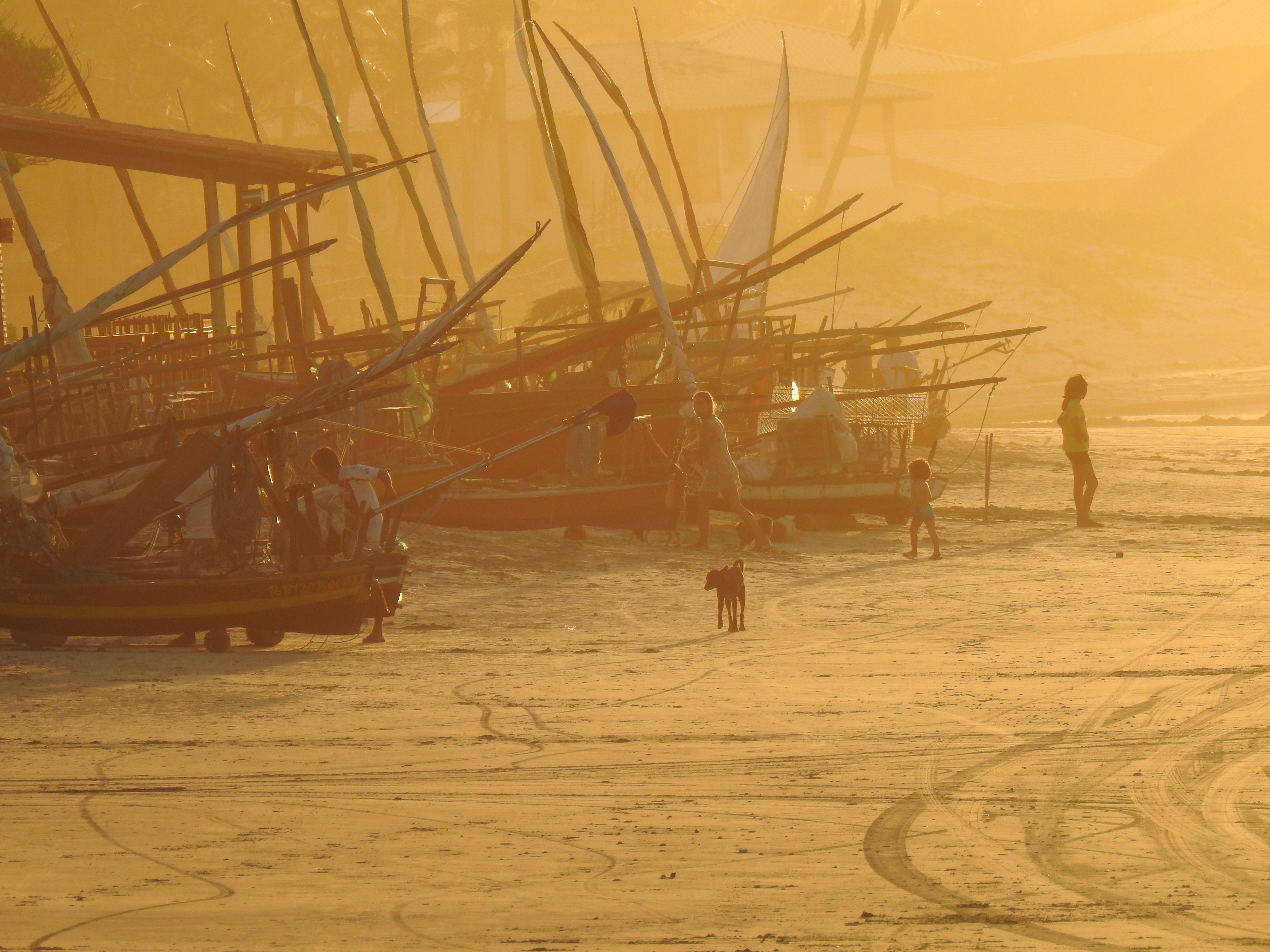
Barcos de pesca de lagostas aguardando a hora de partir para o mar

### Localização
Trairi situa-se no centro-norte do Estado do Ceará, localizando-se entre os meridianos de 39°31´37´´ e 39°09´02´´ de longitude a oeste de Greenwich e os paralelos de 03°10´10´´ e 03°35´57´´ de latitude sul. Ocupa uma área de aproximadamente 924,56 km², que corresponde a 0,62% do território do Estado. Possui 48 km de extensão linear na direção norte-sul e 41 km na direção leste-oeste. À distância angular na direção norte-sul é de 25´40´´ e na direção leste-oeste é de 22´57´´. Limita-se ao norte, com o município de Itapipoca e o oceano Atlântico, ao sul com o Município de São Luis do Curu, a sudeste, com o município de São Gonçalo do Amarante, a sudoeste, com o município de Tururu, a oeste, com o município de Itapipoca e a leste com município de Paraipaba. Está inserido na Microrregião de Itapipoca, segundo o IBGE, que dividiu o estado em 33 Microrregiões Geográficas. De acordo com Divisão Político-Administrativa do Estado do Ceará, que estabeleceu 20 Áreas Administrativas, situa-se na Região 2 que tem como sede o município de Itapipoca.

### Divisões territoriais
A divisão territorial do município compreende 07 distritos: a Sede, Flecheiras, Mundaú, Canaã, Córrego Fundo, Munguba e e Gualdrapas. A sede municipal, pelo rio Trairi, situa-se a uma altitude media de 18m, localizando-se nas seguintes coordenadas geográficas: 3°16´40´´ de latitude sul e 39°16´08´´ de longitude a oeste de Greenwich. O principal acesso ao município é feito através da rodovia estruturante Costa do Sol Poente de apoio ao turismo, CE085, que o interliga à capital e aos municípios vizinhos de Itapipoca e Paraipaba. Situa-se na faixa litorânea do estado a oeste de Fortaleza, sendo formado por três, unidades géo-morfológicas: a planície litorânea, composta pela faixa de praia e um cordão de dunas em toda a extensão do litoral com uma largura média de 4 km, os glacis pré-litorâneos que representam a área de maior extensão e que abriga a base da economia agropecuária municipal, e a depressão sertaneja ao sul, oeste e sudeste onde verifica-se a presença de inselbergs com altitudes inferiores a 120m.
| Código do IBGE | Distrito               | Data de criação         |
| -------------- | ---------------------- | ----------------------- |
| 231350005      | Trairi (Sede)          | 12 de novembro de 1963  |
| 231350006      | Córrego Fundo (Trairi) | 15 de julho de 1999     |
| 231350007      | Canaan (Trairi)        | 10 de fevereiro de 1987 |
| 231350008      | Fleicheiras (Trairi)   | 15 de julho de 1999     |
| 231350009      | Gualdrapas (Trairi)    | 15 de julho de 1999     |
| 231350010      | Mundaú (Trairi)        | 30 de dezembro de 1943  |
| 231350011      | Munguba (Trairi)       | 01 de março de 2011     |

### Clima
Tropical Atlântico e Tropical típico com chuvas concentradas de janeiro a maio. A precipitação pluviométrica média na sede é de 1.289 mm. Por ser próximo da Linha do Equador oferece pouca amplitude térmica durante todo o ano, com a sua temperatura a variar dos 22 °C aos 32 °C. Isto faz dele um município bastante procurado tanto pelo turista europeu como pelo turista vindo do Sul do Brasil.

### Vegetação
Complexo vegetacional da zona litorânea, ou tabuleiros costeiros, na maior parte do município, e floresta perenefólia paludosa marítima, ou mangue, nas proximidades da foz do rio Mundaú.

## Turismo

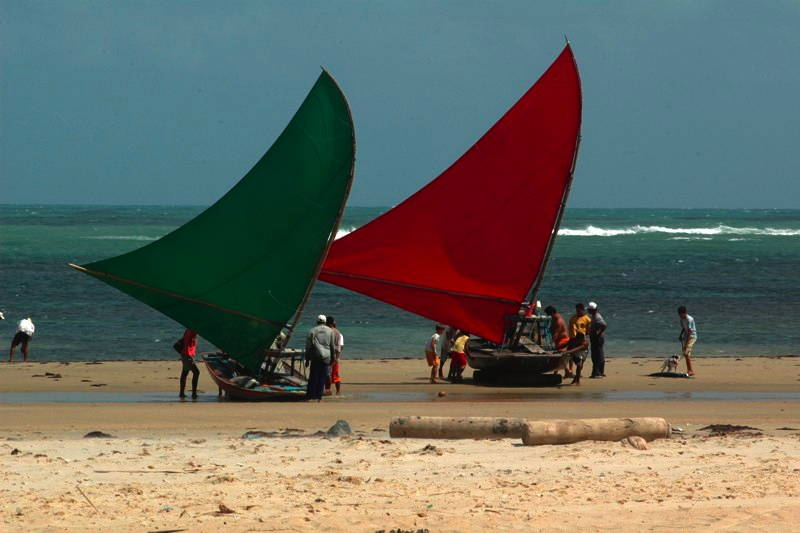
Jangadas em Trairi

### Praias
Praia de Flecheiras
O grande atrativo são as piscinas naturais formadas pelos recifes na maré baixa. O visitante desfruta de pousadas à beira-mar e caminhadas. A praia não oferece apenas a calma e tranquilidade aos visitantes. Quem procura diversão e agito também pode desfrutar de algumas opções oferecidas por Flecheiras. Bares, restaurantes e casas de show animam a noite. Festivais e campeonatos esportivos são realizados constantemente. O turista pode subir as dunas para apreciar o visual e visitar pequenas e grandes lagoas no meio do areal. Flecheiras é também um ponto atrativo a muitos turistas e moradores passarem Réveillon.
Praia de Mundaú
Está a apenas 17 km do centro da cidade de Trairi. Ali, combinaram-se vários elementos: o rio, o mar, as dunas e os coqueirais. Um passeio de barco pelo rio é uma boa maneira de conhecer as belezas do local. Quem preferir, pode passear de carro e contemplar de perto as lagoas e a vegetação que acompanha o litoral. A praia de Mundaú é também conhecida pelo ecoturismo, com trilhas, mergulhos e esportes como sandboard e Kitesurf.
Praia de Guajiru
Praia a apenas 18 km do centro da cidade de Trairi, com acesso por estrada asfaltada de excelente qualidade. Tem dunas móveis de areias brancas e uma vasta faixa emoldurada pelo coqueiral. Na maré baixa os turistas e moradores aproveitam um delicioso banho nas piscinas naturais. É ideal para o lazer de famílias, pois tem grandes hotéis e 7 pequenas pousadas com aproximadamente 230 leitos. O turista pode dirigir-se para comer no Guajiru Kite Center ou então aproveitar para conhecer o trabalho dos artesãos de Guajiru, que inclui belas peças de decoração e artesanato usando algas marinhas, escamas de peixe e etc. Artes plásticas como pinturas em telas e esculturas em raízes de coqueiros. Esportes: Surfe, kitesurf, stand up, mergulho, pesca, futebol, vôlei e etc. Calendário de festas: Bloco de Carnaval - Fevereiro/Março, Coroação - Maio, Festa da padroeira Nossa Sra. dos Navegantes - Agosto, Festival do Camurupim - Outubro, Regata - Dezembro, Réveillon - Dezembro.
Praia de Emboaca
Excelente praia a apenas 10 km do centro da cidade, com acesso por estrada asfaltada. Habitada na sua maioria por pescadores, conta com diversas pousadas.
Praia de Cana Brava
Praia a apenas 10 km do centro da cidade, com acesso por estrada margeando o Lagamar do Rio Trairi. Habitada na sua maioria por pescadores, conta com diversas barracas de praia. Principal atrativo, a Barra do Rio Trairi, ponto bastante escolhido para banho e pesca.
Comunicação, Rádios
Rádio Litorânea FM 98,7 (Comunitária)
Rádio Agora FM 104,1 (Comercial - Integrante do Sistema Ceará Agora de Comunicação)

### Eventos
- Vaquejada de Trairi - Fazenda Água Doce, Timbaúba (setembro)
- Festa de N. Sra. Do Livramento (22/12 a 01/01)
- Dia do Município (22 de novembro)
- Festival do Camurupim (outubro)
- Festa de São José - Canaan (09 a 19 de março)
- Festa das Flores (maio)
- Trairi off-road (começo de julho)
- Santa Flecheiras (Semana Santa)
- Regata em Mundaú (setembro)
- Chitão Trairi, sou louco por ti (Julho)
- Dia do Evangélico (novembro)
- Aniversário de Trairi - Festa do município (novembro)